# Ugone III di Arborea
Ugone III di Arborea, o de Serra Bas (Molins de Rei, 1337 circa – Oristano, 3 marzo 1383), è stato giudice di Arborea dal 1375 al 1383.

## Biografia

### Giudice di Arborea
Ugone III era il figlio primogenito di Mariano IV de Bas-Serra e della nobile aragonese Timbora di Roccaberti. Succedette al padre nel maggio 1375 in qualità di giudice di Arborea, conte del Goceano, di Marmilla e visconte di Bas. In vari modi, continuò e sviluppò la politica del padre. Fu elogiato come legislatore (diede il suo buon contributo alla "Carta de Logu", emanata dal padre e aggiornata poi dalla sorella Eleonora), perché seppe realizzare saggio e moderato governo.
Nel 1360, sposò Anonima Castelli di Vico, figlia di Giovanni, signore di Viterbo, sorella di Francesco Castelli di Vico, prefetto perpetuo di Roma. La donna morì nel 1369 lasciando un'unica erede, Benedetta.

### Le due ambasciate del duca d'Angiò
Ugone III partecipò all'ultima campagna militare di Mariano IV contro Pedro Martinez de Luna, dirigendo una delle battaglie che portarono nel 1368 alla sconfitta del generale catalano, per mezzo di un agguato a Oristano. Divenuto giudice, Ugone continuò a opporsi alle pretese di Pietro IV di Aragona e dei suoi sudditi, combattendo contro di loro. Nel febbraio 1377, Ugone III ricevette nel palazzo giudicale di Oristano la prima ambasciata del duca Luigi I d'Angiò (1339-1384, fratello del re di Francia Carlo V): il resoconto costituisce un prezioso esempio della vita e organizzazione della corte arborense. Nell'agosto 1378, altri inviati del nobile francese giunsero a Oristano: il motivo era sempre lo stesso e cioè confermare il trattato di alleanza, stipulato l'anno prima, contro il re d'Aragona e proporre un matrimonio tra Benedetta, figlia ed erede del giudice, e il futuro Luigi II d'Angiò, primogenito del duca (che Ugone non accettò).
Si fece molti nemici fra la nobiltà, la quale tentò di incitare le classi povere a una ribellione. Il 3 marzo 1383, Ugone III e sua figlia diciannovenne, erede al trono, furono assassinati a Oristano durante una rivolta popolare. Il giudice fu pugnalato e, mozzatagli la lingua, gettato in un pozzo (forse ancora in vita). Non si conoscono i mandanti dell'efferato omicidio di un sovrano ritenuto tiranno, ma senza dubbio intelligente governante e saggio legislatore. I ribelli proclamarono la "republica" applicando la legge (che Ugone III e suo padre, Mariano IV, avevano già ampiamente contribuito a codificare, espandere e migliorare) sulla sovranità di Arborea.

### Problemi di successione

Campana di Ugone III detta della Libertà, opera di Marco da Perugia

Il successore fu suo nipote Federico, sotto la reggenza della madre Eleonora, sorella di Ugone, la quale seppe rappacificare i ribelli e ripristinare il sistema di governo giudicale. L'altra sorella, Beatrice, aveva sposato il visconte di Narbona, i cui discendenti (una volta morti Eleonora e i figli) avanzarono pretese sul giudicato d'Arborea, ormai in via di estinzione. Infatti,
Guglielmo II di Narbona era nipote di Beatrice d'Arborea e di Aimerico VI: con la morte, nel 1407, di Mariano V, secondogenito di Eleonora e di Brancaleone Doria, il visconte era il suo parente più prossimo e, giunto in Sardegna, fu eletto giudice di Arborea dalla Corona de Logu. Guglielmo III di Narbona fu l'ultimo sovrano, e la Sardegna da allora non fu mai più indipendente.
Uno dei pochi autentici ritratti di Ugone III (unitamente a quelli di Mariano IV, Eleonora e Brancaleone Doria) è stato rintracciato dallo storico Francesco Cesare Casula (1981) nei peducci pensili dell'abside della chiesa di San Gavino Martire a San Gavino Monreale.
Ugone III, messo in ombra dalla leggendaria figura della sorella Eleonora, solo ora viene riconosciuto, con una più sottile interpretazione delle fasi del suo regno e temperamento, come uno dei più significativi sovrani arborensi. Autoritario, intelligente e capace, fu in grado di continuare l'opera del padre Mariano IV completando, tra l'altro, la Carta de Logu. Solo la fine violenta gli impedì di diventare signore dell'intera isola. Fu l'ultimo esponente maschile dei de Serra Bas del ramo primogenito.